# Francouzské středohoří
Francouzské středohoří neboli Centrální masív (francouzsky Massif Central) je rozsáhlá vysočina (83 000 km²) a blokové pohoří, zaujímající velkou část střední a jižní Francie západně od řeky Rhôny. Zasahuje na území krajů Auvergne-Rhône-Alpes, Nová Akvitánie a Okcitánie. Jeho nynější podoba je výsledkem rozsáhlé vulkanické činnosti ve třetihorách a téměř všechny hlavní vrcholy jsou vyhaslé sopky.

## Geografie
Na západě a severu jsou svahy Centrálního masivu velmi pozvolné, zatímco na východě a jihu jsou výrazné a příkré. Vnitřní část masivu pak tvoří řada horských hřbetů, vrchovin, také ale pánví, kotlin a hlubokých a těsných údolí.
Členění
- Reliéf krystalický – zarovnané vyzdvižené plošiny, často stupňovité (Millevaches, Cevenny)
- Reliéf vulkanický – zdenudované zbytky vulkánů a stratovulkánů s místy zachovanými krátery (Dore, Cantal)
- Reliéf krasový – vápencové plošiny (Grands Causses)
- reliéf třetihorních pánví – rovinný nebo mírně zvlněný terén (plaine de la Limagne)[3]

## Geologie
Centrální masiv je tvořený především krystalinikem. Hlavní složky tvoří žuly a jiné hlubinné vyvřelé horniny. Za druhé metamorfované horniny, hlavně ruly, svory, migmatity a amfibolity. Místy se zachovaly prvohorní sedimenty. Stavbu Centrálního masivu výrazně ovlivnily tektonické pohyby a sopečná činnost v třetihorách. Nejvyšší části současného masivu tvoří zbytky vulkánů a stratovulkánů.

## Hlavní vrcholy
- puy de Sancy (1886 m)
- Plomb du Cantal (1855 m)
- puy Ferrand (1854 m)
- puy Mary (1787 m)
- mont Lozère (1702 m), nejvyšší nevulkanická hora
- mont Aigoual (1567 m), nad městem Le Vigan
- puy de Dôme (1464 m), nad městem Clermont-Ferrand